# Guy Stewart Callendar
Guy Stewart Callendar, né en février 1898 et mort en octobre 1964, est un ingénieur anglais spécialiste de la vapeur et inventeur.
Fils de Hugh Longbourne Callendar, il est connu pour avoir été l’un des pionniers de la théorie du lien entre l’augmentation du taux de CO2 dans l’air et un réchauffement climatique global. 

## Biographie

### Carrière scientifique
Spécialiste de l'utilisation énergétique de la vapeur, notamment produite par la combustion du charbon, et passionné par les phénomènes météorologiques (il est membre de la Royal Meteorological Society), il s'interroge sur les effets du CO2 massivement émis au XIXe et XXe siècles dans l'air. 
En 1938, G.S. Callendar remet à la Meteorological Society de Londres un document dans lequel il estime que les 10 % de hausse de CO2 observés dans l’atmosphère de 1890 à 1938 (en 52 ans de révolution industrielle basée sur la combustion du charbon) pourraient être liée à la tendance au réchauffement observé au cours de la même période. Certains de ses contemporains nomment ce phénomène « effet callendar », avant que soit employée l'expression aujourd’hui commune d’« effet de serre ». Callendar publiera 10 articles scientifiques principaux, et 25 courts, de 1938 à 1964 sur réchauffement de la planète, le rayonnement infrarouge et l’augmentation anthropique du taux de dioxyde de carbone. 
Callendar, comme Svante August Arrhenius, le chimiste suédois (19 février 1859 - 2 octobre 1927) qui était arrivé aux mêmes conclusions,  et comme ses contemporains, ne voyait dans ce réchauffement que des effets bénéfiques. Il rendrait les climats nordiques plus doux et retarderait notamment un « retour meurtrier des glaciers » annoncé par la théorie des cycles climatiques de Milutin Milanković.